# 7 Benedictions/7 Maledictions
7 Benedictions/7 Maledictions è il secondo album della band tedesca Gothic metal Bloodflowerz. Il disco è stato registrato ai Woodhouse Studios nell'inverno 2003 e pubblicato da parte della Silverdust Records nel maggio dello stesso anno.

## Tracce
1. Wild Heart (Fortitudo / Fortitude) - 03.04
2. Black Snake Sister (Luxuria / Lust) - 04.04
3. Unperfectly Perfect (Prudentia / Prudence) - 03.17
4. Dorian (Invidia / Envy) - 03.13
5. Raise the Down (Temperantia / Temperance) - 04.09
6. Till the End (Spes / Hope) - 03.03
7. Too Much (Gula / Excess) - 04.29
8. False Gods (Fides / Faith) - 05.43
9. My Treasure (Avaritia / Greed) - 03.50
10. Fire in Paradise (Caritas + Love) - 04.46
11. Last Exit (Ira / Wrath) - 03.41
12. Heart of Stone (Superbia / Pride) - 04.32
13. She Knows Why (Iustitia + Justice) - 04.00
14. The Death of Souls (Acedia / Sloth) - 03.15